# داود حسني
الموسيقار داوود حسني مغني وملحن مصري راحل (26 فبراير 1870 – 10 ديسمبر 1937) وكانت مصر ولا تزال تعتبره واحدا من عمالقتها الموسيقيين.

## النشأة والمسيرة
ولد 26 فبراير سنة 1870  لعائلة مصرية  من طائفة اليهود القرائين واسمه في شهادة الميلاد (دافيد حاييم ليفي) وعاش في حي الصنداقية الشعبي القريب من حي اليهود القرائيين في قسم الجمالية، القاهرة. بدأ دراسته في «مدرسة الفرير» في حي الخرنفش بالقاهرة وأكمل الأبتدائية وبدأت ميوله وحبه للموسيقى وعبقريته في الغناء.
تعلمت ليلى مراد على يد داود حسني.
غنى الحانة عبده الحامولي، والمنيلاوي، وعبد الحي حلمي، وزكي مراد، والشنتوري، والصفتي، والسبع، وأم كلثوم، ونجاة علي، ورجاء، واسمهان، وليلى مراد.
لحن أكثر من 500 أغنية (دور ومقطوعة) ونحو ثلاثون آوبرا وأوبريت. من الحانة الأغان الشعبية «أسمر ملك روحي» و«جننتيني يا بت يا بيضة» و«البحر بيضحك ليه وأنا نازلة أدلع» و«يا تمر حنا روايح الجنة»
توفي في العاشر من ديسمبر سنة 1937 ودفن في مقبرة اليهود بالبساتين بالقاهرة.

## أعماله
كثيرة ومن بينها:
- 1930: شرف حبيب القلب، أم كلثوم
- 1931: يوم الهنا حبي صفالي،أم كلثوم
- 1931: البعد علمني السهر، أم كلثوم
- 1931: جنة نعيمي في هواك، أم كلثوم
- 1931: حسن طبع اللي فتني، أم كلثوم
- 1931: روحي وروحك، أم كلثوم
- 1931: قلبي عرف معني الأشواق، أم كلثوم
- 1931: كل ما يزداد رضى قلبك علي، أم كلثوم
- 1931: كنت خالي لا حبيب يهجر، أم كلثوم
- 1931: يا فؤادي إيه ينوبك، أم كلثوم
- 1932: يا عين دموعك، أم كلثوم
- أسير العشق ياما يشوف هوان
- أصل الغرام نظرة
- إعشق الخالص لحبك
- القلب في حب الهوي
- بالعشق أنا قلبي هني
- ذكراه بالإذاعة المصرية
- شربت الصبر من بعدي
- طف بكاس الرّاح
- فريد المحاسن بان
- كل يوم أشكي من جراح قلبي
- لحن المراكبية من أوبريت معروف الإسكافي
- ما حب غيرك وانت مهجة قلبي
- مقطع من أوبرا شمشون ودليلة
- من يوم عرفت الحب
- نور العيون شرف وبان
- أسمر ملك روحي
- جننتيني يا بت يا بيضة
- البحر بيضحك ليه وأنا نازلة أدلع
- يا تمر حنا روايح الجنة